# أبو جعفر الهاشمي
أَبُو جَعْفَرٍ عَبْدُ الْخَالِقِ بْنُ عِيسَى بْنِ أَحْمَدَ بْنِ مُحَمَّدِ بْنِ عِيسَى بْنِ أَحْمَدَ بْنِ مُوسَى بْنِ مُحَمَّدِ بْنِ إِبْرَاهِيمَ بْنِ عَبْدِ اللَّهِ بْنِ مَعْبَدِ بْنِ الْعَبَّاسِ بْنِ عَبْدِ الْمُطَّلِبِ الْهَاشِمِيُّ(1) الْبَغْدَادِيُّ(2) الْحَنْبَلِيُّ(3) ويُعرف اختصارًا بـ أبي جعفر الهاشمي (411 – صفر 470هـ / 1020 – 6 سبتمبر 1077م)، شيخ الحنابلة، ينتهي نسبه إلى العباس بن عبد المطلب عم النبي، هو أكبر تلامذة القاضي أبي يعلى، كان عالمًا بأحكام القرآن والفرائض، شديدًا على المبتدعة، زكام مُعظَّمًا عند الخليفة القائم، وأخذ أبو جعفر في فتنة ابن القشيري فحبس أيامًا ، فسرد الصوم، فمرض ومات، وكانت جنازته مشهودة، ودفن إلى جانب قبر الإمام أحمد بن حنبل.

## نسبه
هو عبد الخالق بن أبي موسى عيسى بن أحمد بن محمد بن عيسى بن أحمد بن موسى بن محمد بن إبراهيم بن عبد الله بن معبد بن العباس بن عبد المطلب الهاشمي القرشي، ذكر ذلك صاحباه القاضيان: أَبُو بَكْرٍ الأنصاري، وأَبُو الحسين بن القاضي، وابن الجوزي، وابن السمعاني. هو ابن أخ الشريف أبي علي محمد بن أحمد بن محمد بن عيسى بن أحمد بن موسى صاحب الإرشاد.

## سيرته
ولد سنة 411 هـ، تفقه على القاضي أبي يعلى، وسمع الحديث من أبي القاسم بن بشران، وأبي الحسين بن الحراني، وأبي محمد الخلال، وأبي إسحاق البرمكي، وأبي طالب العشاري، حدَّث عنه: أبو بكر بن عبد الباقي البزار الأنصاري، وغيره، لم يزل يدرس بمسجده بسكة الخرقي من باب البصرة وبجامع المنصور. ثم انتقل إلى الجانب الشرقي، فدرس في مسجد مقابل لدار الخلافة، ثم انتقل لأجل ما لحق نهر المعلى من الغرق، إلى باب الطاق، وسكن درب الديوان من الرصافة، ودرس بمسجد على باب الدرب، وبجامع المهدي.
هو أكبر تلامذة القاضي أبي يعلى، بدأ بدرس الفقه عنده من سنة 428 هـ إلى سنة 451 هـ، يقصد إلى مجلسه ويعلق، ويعيد الدرس في الفروع، وأصول الفقه. وبرع في المذهب الحنبلي، فدرس وأفتى، وكان مختصر الكلام، مليح التدريس، جيد الكلام في المناظرة، عالمًا بالفرائض، وأحكام القرآن والأصول، وكان له مجلس للنظر في كل يوم اثنين، ويقصده جماعة من فقهاء المخالفين. وكان شديد القول واللسان على أهل البدع، ولم تزل كلمته عالية عليهم، ولا يرد يده عنهم أحد. وكان يرتحل إليه طلبة العلم لطلب مذهب الإمام أحمد.
لما احتضر القاضي أَبُو يعلى أوصى أن يغسله أَبُو جعفر، فلما احتضر القائم بأمر الله، قَالَ: يغسلني عبد الخالق، ففعل ولم يأخذ مما هناك شيئا. وقد وصى لك القائم بأشياء كثيرة، فأبى أن يأخذها. ثم استدعاه الخليفة المقتدى، فبايعه منفردًا، وكان أول من بايعه، وفي سنة 464 هـ اجتمع أَبُو جعفر ومعه الحنابلة في جامع القصر، وادخلوا معهم أبا إسحاق الشيرازي وأصحابه، وطلبوا من الدولة قلع المواخير، وتتبع المفسدين والمفسدات، ومن يبيع النبيذ، وضرب دراهم تقع بها المعاملة عوض القارضة، فاستجاب لهم الخليفة. وفي سنة 460 هـ أراد ابن الوليد شيخ المعتزلة إظهار مذهبه، فتصدى له أبو جعفر وناظره مناظرة، وأنكر أَبُو جعفر على أبو الوفاء بن عقيل تردده إلى ابن الوليد، فاختفى مدة، ثم تاب وأظهر توبته.

## فتنة ابن القشيري
وفي سنة 469 هـ، ورد أبو نصر بن القشيري بغداد، وجلس في النظامية، وأخذ يذم الحنابلة وينسبهم إلى التجسيم، وكان المتعصب له أبو سعد الصوفي، ومال إلى نصره أبو إسحاق الشيرازي، وكتب إلى نظام الملك الوزير يشكو الحنابلة ويسأله المعونة، فاتفق جماعة من أتباعه على الهجوم على الشريف أبي جعفر في مسجده، والإيقاع به ، فرتب الشريف جماعة أعدهم لرد الخصومة إن وقعت، فلما وصل أولئك إلى باب المسجد رماهم هؤلاء بالآجر، فوقعت الفتنة، وقتل من أولئك رجل من العامة وجرح آخرون وأخذت ثياب، وأغلق أتباع ابن القشيري أبواب سوق مدرسة النظام وصاحوا: المستنصر بالله يا منصور - يعنون العبيدي الفاطمي صاحب مصر - وقصدوا بذلك التشنيع على الخليفة العباسي وأنه ممالئ للحنابلة، ولاسيما والشريف أبو جعفر ابن عمه فغضب أَبُو إسحاق الشيرازي، وأظهر التأهب للسفر.
واستدعاهم الوزير وقال: «إن أمير المؤمنين ساءه ما جرى من اختلاف المسلمين في عقائدهم، وهؤلاء يصالحونك على ما تريد»، وأمرهم بالدنو من أبي بجعفر. فقام الشيرازي وقال: «أنا ذاك الذي تعرف، وهذه كتبي في أصول الفقه، أقول فيها: خلاف للأشعرية» ، ثم قبل رأسه. ثم قام أَبُو سعد الصوفي ، فقبل يده أيضًا، وأُخرِجَ أبو نصر بن القشيري أخرج من بغداد، وأُمِرَ بملازمة بلدة لقطع الفتنة. وأخذ الشريف أَبُو جعفر في فتنة أبي نصر بن القشيري، وحبس أياما، فسرد الصوم ما أكل لأحد شيئا. ولم يفطر إلى أن بلغ منه المرض ، وضج الناس من حبسه. وأخرج إلى أخته بالحريم الطاهري بالجانب الغربي فمات هناك.

## وفاته
توفي في 15 صفر سنة سبعين وأربعمائة، وغسله أَبُو سعيد البرداني، وابن الفتى بوصية منه، وصلي عليه يوم الجمعة ضحى بجامع المنصور، وأمَّ الناس أخوه الشريف أَبُو الفضل محمد، وكان يوم موته يوما مشهودا، ودفن إلى جانب قبر الإمام أحمد بن حنبل، ولزم الناس قبره مدة حتى قيل: ختم على قبره عشرة ألاف ختمة، ورآه بعضهم في المنام، فقال له: «ما فعل الله بك ؟» قَالَ: «لما وضعت في قبري رأيت قبة من درة بيضاء لها ثلاثة أبواب، وقائل يقول: هذه لك، أدخل من أبي أبوابها شئت.» ورآه آخر في المنام، فقال: «ما فعل الله بك ؟» قَالَ: التقيت بأحمد بن حنبل فقال لي: «يا أبا جعفر، لقد جاهدت في الله حق جهاده، وقد أعطاك الله الرضى.»

## مؤلفاته
له من المصنفات:
- رؤوس المسائل في الخلاف على مذهب أبي عبد الله أحمد بن حنبل.
- شرح المذهب، وفيه وصل إلى أثناء الصلاة، وسلك مسلك القاضي أبي يعلى في الجامع الكبير.
- جزء في أدب الفقه.
- بعض فضائل أحمد وترجيح مذهبه.

## ثناء العلماء عليه
- قال أبو المظفر السمعاني:[1] «كان حسن الكلام في المناظرة، ورعا زاهدا، متقنا، عالما بأحكام القرآن والفرائض.»
- وقال أبو الحسين بن الفراء:[1] «لزمته خمس سنين، وكان إذا بلغه منكر، عظم عليه جدًا، وكان شديدًا على المبتدعة، لم تزل كلمته عالية عليهم، وأصحابه يقمعونهم، ولا يردهم أحد، وكان عفيفا نزها، درس بمسجده، ثم انتقل إلى الجانب الشرقي يدرس، ثم درس بجامع المهدي، ولما احتضر أبو يعلى أوصاه أن يغسله، وكذا لما احتضر الخليفة القائم أوصى أن يغسله أبو جعفر، ففعل، وما أخذ شيئا مما وصى له به، حتى قيل له: خذ قميص أمير المؤمنين للبركة، فنشفه بفوطة وقال: حصلت البركة. ثم استدعى المقتدي، فبايعه منفردا .. إلى أن قال: وأخذ أبو جعفر في فتنة ابن القشيري وحبس أيامًا، فسرد الصوم، وما أكل لأحد شيئا، ودخلت، فرأيته يقرأ في المصحف، ومرض، فلما ثقل وضج الناس من حبسه، أخرج إلى الحريم، فمات هناك، وكانت جنازته مشهودة، ودفن إلى جانب قبر الإمام أحمد، ولزم الناس قبره مدة حتى قيل: ختم على قبره عشرة ألاف ختمة.»
- قال ابن النجار الفتوحي:[1] «كان منقطعًا إلى العبادة وخشونة العيش والصلابة في مذهبه، حتى أفضى ذلك إلى مسارعة العوام إلى إيذاء الناس، وإقامة الفتنة، وسُفِكَ الدماء، وسُبَّ العلماء، فحُبس.»
- قال ابن الجوزي:[2] «كان عالما فقيها، ورعا عبادا، زاهدا، قوالا بالحق، لا يحابي، ولا تأخذه في الله لومة لائم.»
- قال ابن خيرون:[2] «مقدم أهل زمانه شرفًا، وعلمًا وزهدًا.»
- قال أبو الوفاء بن عقيل:[2] «كان يفوق الجماعة من أهل مذهبه وغيرهم في علم الفرائض.»

## الهوامش
- 1: نسبةً لقبيلة بني هاشم
- 2: نسبةً لمدينة بغداد
- 3: نسبةً لتمذهبه بفقه الإمام أحمد بن حنبل